# داستین کلر
داستین کلر (انگلیسی: Dustin Clare؛ زادهٔ ۲ ژانویهٔ ۱۹۸۲) یک هنرپیشه اهل استرالیا است. وی از سال ۲۰۰۳ میلادی تاکنون مشغول فعالیت بوده‌است.معروف ترین نقش وی نقش گانیکاس در فیلم اسپارتاکوس (خدای میدان نبرد) بوده است.